# Aprilia RS 125
Aprilia RS 125 je sportovní motocykl, vyvinutý firmou Aprilia, vyráběný od roku 1993.
Výhodou motocyklu je sportovní a velmi stabilní podvozek, ABS, výkon brzd, prvotřídní zrychlení a maximální rychlost.

## Technické parametry
- Rám: prostorový z hliníkových slitin
- Pohotovostní hmotnost: 144 kg
- Maximální rychlost: 120 km/h
- Spotřeba paliva: 3,1 l/100 km